# Робейка

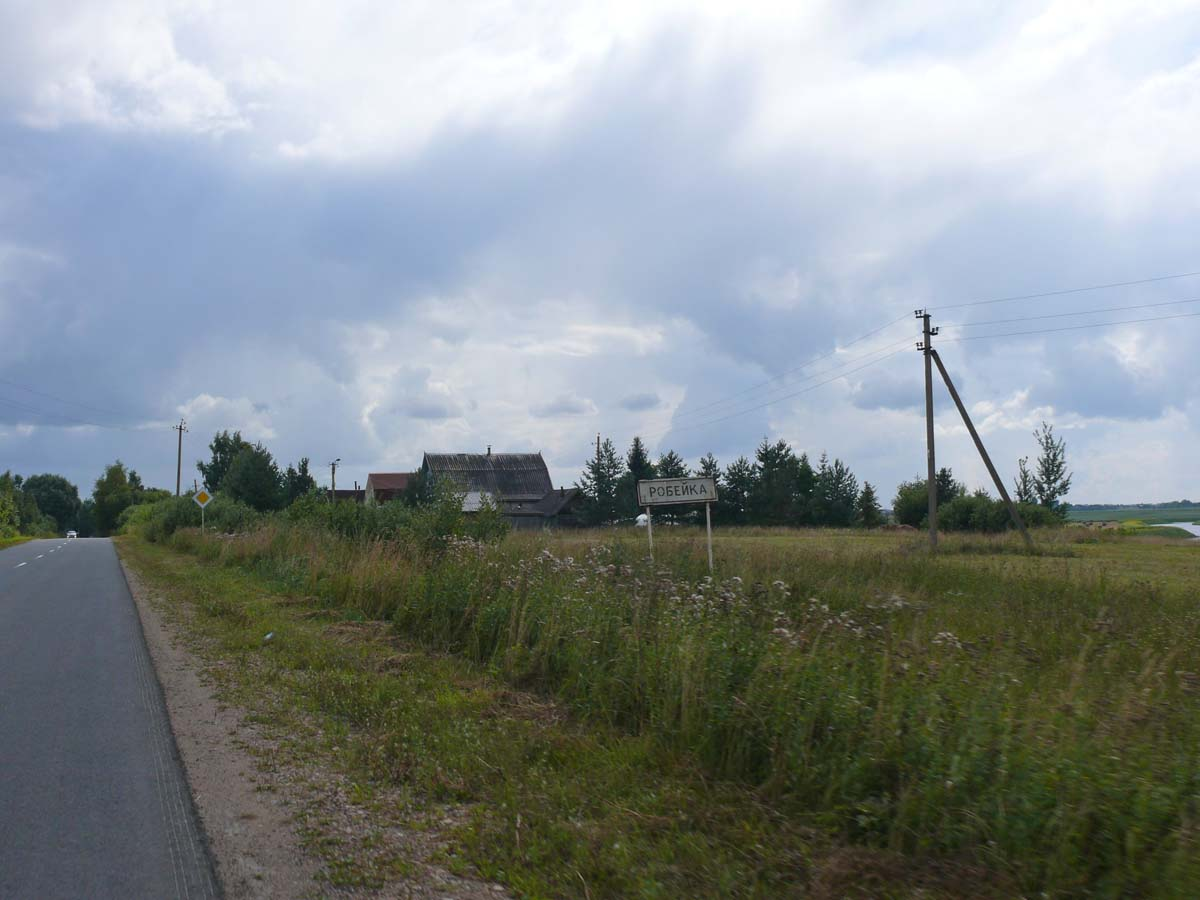
Въезд в деревню с северной стороны

Робе́йка — деревня в Новгородском муниципальном районе Новгородской области. Относится к Савинскому сельскому поселению.
Деревня расположена вдоль автомобильной дороги на правобережье реки Волхов, у озера Холопье, по правому берегу небольшой одноимённой реки. К югу на левом берегу реки Робейки, за мостом, расположена деревня Новониколаевское, а к северу менее чем в двух километрах на берегу Волхова находится более крупная деревня — Слутка.
На противоположном берегу Холопьего озера находится археологический памятник V — VIII веков — городище Холопий городок.
Деревня соединена автобусным сообщением, как с областным центром — Великим Новгородом и административным центром сельского поселения — деревней Савино, так и близлежащими населёнными пунктами.